# Златолистки чинар
Златолисткият чинар е вековно дърво от вида източен чинар (Plantus orientalis), което се намира в село Златолист, близо до Сандански, България.

## Описание
Дървото се намира в двора на църквата „Свети Георги Победоносец“. То е на възраст близо 1300 години и в 2021 година участва в конкурса „Дърво на годината“.
Височината на дървото е около 28 – 30 метра. Обиколката на дънера в основата е 6 метра.

## Вижте още
- Списък на най-старите дървета в България